# Limnophila (Limnophila) reniformis
Limnophila (Limnophila) reniformis is een tweevleugelige uit de familie steltmuggen (Limoniidae). De soort komt voor in het Australaziatisch gebied.